# Гандосо
Гандо̀со (на италиански: Gandosso; на ломбардски: Gandoss, Гандос) е село и община в Северна Италия, провинция Бергамо, регион Ломбардия. Разположено е на 488 m надморска височина. Населението на общината е 1498 души (към 2017 г.).